# Mehtamyces stereospermi
Mehtamyces stereospermi är en svampart som först beskrevs av Mundk., och fick sitt nu gällande namn av Mundk. & Thirum. 1945. Mehtamyces stereospermi ingår i släktet Mehtamyces, ordningen Pucciniales, klassen Pucciniomycetes, divisionen basidiesvampar och riket svampar.   Inga underarter finns listade i Catalogue of Life.